# Hymn
För andra betydelser, se Hymn (olika betydelser).
Hymn (av latin hymnus och grekiska hymnos, "högtidlig dikt", med betydelsen sång till gudars eller hjältars ära – även lovsång till Gud) är en högstämd icke-biblisk sång till Guds ära men även allmännare jubelhymn, nationalhymn eller sorgehymn.
Hymner i modern musikalisk mening är sångverk, mest beräknade på storartad verkan med kör, orkester samt av både världsligt och andligt innehåll.